# Мемориал Олега Дьяченко
Мемориал Олега Дьяченко — ежегодная однодневная шоссейная велогонка, проходящая в Москве в начале мая. Впервые была проведена в 2004 году, в гонке участвовали только гонщики до 23 лет. В 2005 году гонка вошла в календарь UCI Europe Tour под второй категорией.
Посвящена советскому велогонщику Олегу Дьяченко, мастеру спорта международного класса, погибшему в 2001 году в автокатастрофе.

## Призёры
| Год  | Победитель          | Второй             | Третий               |
| ---- | ------------------- | ------------------ | -------------------- |
| 2004 | Эдуард Ворганов     | Матеуш Тачак       | Иван Селёдков        |
| 2005 | Максим Карпачёв     | Кшиштоф Кузняк     | Эдуард Ворганов      |
| 2006 | Александр Кучинский | Алексей Сарамотин  | Владислав Борисов    |
| 2007 | Сергей Фирсанов     | Алексей Сарамотин  | Дмитрий Косяков      |
| 2008 | Тимофей Крицкий     | Даниил Комков      | Дмитрий Косяков      |
| 2009 | Михаил Антонов      | Виталий Попков     | Александр Мартыненко |
| 2010 | Александр Миронов   | Александр Порсев   | Том Скуйиньш         |
| 2011 | Дмитрий Косяков     | Сергей Рудасков    | Артём Топчанюк       |
| 2012 | Александр Рыбаков   | Павел Кочетков     | Сергей Рудасков      |
| 2013 | Александр Рыбаков   | Андрей Хрипта      | Владимир Гоменюк     |
| 2014 | Андрей Соломенников | Игорь Боев         | Александр Поливода   |
| 2015 | Михаил Кононенко    | Александр Поливода | Виталий Буц          |